# Amata paratenuis
Amata paratenuis är en fjärilsart som beskrevs av Obraztsov 1954. Amata paratenuis ingår i släktet Amata och familjen björnspinnare. Inga underarter finns listade i Catalogue of Life.